# KBS N
KBS N(주식회사 케이비에스엔)은 대한민국의 유료 텔레비전 사업자로 한국방송공사의 계열사이다.

## 연혁
- 2002년 2월 2일 : SKY KBS Sports, SKY KBS Drama 개국
- 2002년 3월 1일 : KBS 위성 1,2TV 폐국 및 스카이라이프 송출 개시
- 2003년 6월 2일 : KBS SKY SPORTS, KBS SKY DRAMA로 변경
- 2005년 9월 12일 : KBS 코리아(구 KBS 위성2) KBS SKY 편입
- 2006년 11월 1일 : 상상 그 이상의 엔터테인먼트 채널 KBS joy 개국 및 기존 송출 변경(KBS N sports, KBS drama, KBS prime, KBS joy)
- 2012년 5월 5일 : 신나는 어린이 에듀테인먼트 채널 KBS Kids 개국 및 기존 송출 PP 채널 추가(KBS drama, KBS joy, KBS N sports, KBS prime, KBS Kids)
- 2013년 1월 1일 : 삶을 리드하는 여성 전문채널 KBS W 개국 및 송출 PP채널 전면 개편(KBS drama, KBS joy, KBS N sports, KBS prime, KBS Kids, KBS W)
- 2015년 3월 8일 : KBS prime이 교양정보 채널 KBS N LIFE로 변경
- 2017년 6월 1일 : OTT 채널 KBS N PLUS 개국
- 2020년 6월 1일 : KBS 키즈, 초이락컨텐츠컴퍼니 KBS N C&C 1월 4일 합작 법인 설립
- 2021년 4월 1일 : KBS W가 KBS Story, KBS N LIFE가 KBS LIFE로 변경
- 2024년 12월  : KBS N 플러스 폐국

## 운영
| 채널         | 채널 정보                | 비고                                    |
| ------------ | ------------------------ | --------------------------------------- |
| KBS 드라마   | 드라마 전문채널          | 내 인생의 드라마                        |
| KBS 조이     | 엔터테인먼트 채널        | 상상 그 이상의 즐거움                   |
| KBS N 스포츠 | 스포츠 채널              | More than Sports                        |
| KBS 스토리   | 여성 전문채널            | 스토리가 있는 채널                      |
| KBS 키즈     | 어린이 에듀테인먼트 채널 | 신나는 어린이 세상                      |
| KBS 라이프   | 재난 정보 채널           | 모두가 안심하는 그날까지, 국민든든 채널 |